# I misteri di Osiride - Il cammino di fuoco
Il cammino di fuoco (Le Chemin de feu) è il terzo libro della serie I misteri di Osiride, serie scritta da Christian Jacq. È uscito in Francia nel 2004, mentre in Italia ha avuto una prima edizione nel 2004 sotto il Corriere della Sera, e una seconda, Lo scriba di Osiride, nel 2019 dalla Tre60.

## Trama
Iker, ora Figlio Reale del Faraone Sesostri, riceve da quest'ultimo l'incarico di dirigersi a Canaan, dove molti sostengono si trovi il nascondiglio dell'Annunciatore; si dirige così a Sikhem, nonostante i pericoli e superando le Mura del Re. Dato che molti lo credono una spia, Iker tanta di guadagnarsi la fiducia di un gruppo di seguaci dell'Annunciatore, ma in quel momento arriva l'anziano generale Nesmontu, che gli concede un'altra idea per infiltrarsi tra le file dell'Annunciatore: facendo credere che il giovane sia stato picchiato e mettendolo in una gabbia, Nesmontu lo affida a due cananei. Interviene però Tredici Anni, giovane seguace dell'Annunciatore, che uccide i due cananei e si porta con sé Iker, che viene dato per morto.
Il giovane viene assegnato a una squadra congiunta di siriani e cananei, che esce a stento vittoriosa contro un esercito beduino. Viene poi accolto da Amu, un vecchio che crede sia l'Annunciatore, e lo segue nel tentativo di guadagnare informazioni su di lui. Amu però si comporta in modo poco consono a quello che dovrebbe applicare l'Annunciatore, ovvero bere, mangiare e divertirsi con le belle donne, ma nonostante i sospetti Iker riesce comunque a guadagnarsi le sue simpatie; quest'ultimo gli confida poi di non essere lui l'Annunciatore, ma anche di sapere dove si trova quello vero. I siriani raggiungono ben presto quello che dovrebbe essere il vero Annunciatore, ma, giunti in prossimità al campo, Amu si ammala e non essendo più in grado di combattere sceglie Iker come colui che dovrà affrontarlo. L'Annunciatore che si trova davanti si presenta come un gigante, e lo scontro tra i due sarebbe impari, se non fosse per l'agilità di Iker e la sua capacità di sfiancarlo; il gigante viene così battuto dal giovane e poi giustiziato da Amu. Invece un campo trincerato, Iker trova però un piccolo paradiso, di cui Amu decide di prendere il possesso con la sua tribù. Compreso che neanche il gigante era il vero Annunciatore, e di trovarsi immischiato in una rete di impostori, Iker scappa di nascosto approfittando del buio della notte. Intanto, grazie ad alcuni messaggi lasciati da Iker, Nesmontu si convince che il ragazzo sia ancora vivo, parte per la Siria e raggiunge Sichem, contando che sarà attaccata dai cananei; decide però di giocare d'astuzia e grazie a un'imboscata distrugge l'esercito cananeo, guidato da Ibsha e spalleggiato da Tredici Anni, i quali muoiono entrambi per mano del generale.
A Menfi esplode intanto il caos: scoppiano improvvisamente vari incendi, vengono avvelenati molti uomini, tra cui quasi tutti gli ospiti di una cena, e parecchie donne incinte vengono bruciate da un olio per massaggi. Iside, sconcertata e aiutata dal dottor Gua, si incarica di risolvere tali misteri, convinta che dietro a questi attentati si nasconda il vero Annunciatore. Iker raggiunge invece un fortino; considerato il suo aspetto mutato, Sobek lo arresta scambiandolo per una spia dell'Annunciatore, ma Sekari, aiutato dall'asino Vento del Nord, riesce a convincerlo della sua innocenza, affiancato a sorpresa anche da Sanguigno, molosso incontrato da Iker mentre egli serviva Amu.
Intanto l'Annunciatore, insieme a Bina, Shab lo Storpio e il Torvo, raggiunge la seconda cataratta in Nubia e si prepara a colpire con un piano semplice ma micidiale: la piena del Nilo dovrà risultare devastante. Per distrarre gli egiziani dall'attacco dell'Annunciatore all'Albero della Vita, il mago federa i guerrieri nubiani e tenta di costringere i loro stregoni anziani ad aiutarlo a scatenare l'onda che gonfierà la piena del Nilo; al loro rifiuto l'Annunciatore li fa sterminare tutti, tranne uno, Teshai, che gli dimostra la sua fedeltà. Sesostri si mette quindi alla testa di una spedizione in Nubia dove conta di prendere l'oro degli dei, indispensabile per ripristinare l'Albero della Vita, e allo stesso modo sedare la rivolta istigata dall'Annunciatore; al suo fianco partecipano Iker, Sekari, Iside, Nesmontu, Sarenput, Sehotep, Medes e Gergu, questi ultimi come talpe. Raggiunta Elefantina, il gruppo riesce a costruire un canale capace di arginare in parte l'inondazione, ma per contenerla Iside si ritrova obbligata a pronunciare le formule di rito per placare il fiume nella grotta di Api. Elefantina viene così sommersa, ma malgrado i danni considerevoli l'inondazione provoca pochi morti. Tempo dopo, mentre gli egizi subiscono vari attacchi via mare e terra da parte dei nubiani, Iker e Sekari si dirigono verso la stessa miniera dove è morto Sepi e riescono a recuperare l'oro degli dei.
Il gruppo riunito arriva quindi a Buhen, dove respingono il principe kushita Triah, poi ad Askut, dove respingono un altro esercito capitanato dal Torvo, il quale ha la peggio e muore divorato da un coccodrillo. Uno dei falchi posseduti dal faraone ruba dall'Annunciatore il re dei turchesi, senza il quale il mago non può rafforzare il potere di Bina né il proprio. La situazione migliora quando gli egiziani riescono a mettere fuori gioco Bina, ormai priva dei poteri di una leonessa. Alla fine, gli egiziani riescono ad arrivare addirittura al Paese di Punt, il cui capo concederà loro l'oro verde, anch'esso indispensabile alla guarigione dell'acacia, a patto che riescano a trovarne la miniera. Il compito riesce e gli egiziani sono liberi di tornare ad Abido. Grazie alla sua conoscenza dei misteri di Osiride, Iker viene ammesso nel circolo di Abido, dove potrà contribuire a proteggere l'Albero della Vita. Finalmente, il giovane riceve il suo primo bacio da Iside, la donna che ama, ignari entrambi che anche l'Annunciatore si trova nel circolo, nascosto sotto mentite spoglie.

## Personaggi
- Iker: protagonista della serie.
- Sesostri III: Faraone d'Egitto. Progetterà di costruire una nuova piramide a Saqqara per tentare di placare gli dei e ridare linfa vitale all'acacia di Osiride, l'Albero della Vita.
- Sekari: amico di Iker.
- Iside: sacerdotessa al servizio di Sesostri, di cui Iker è innamorato.
- Bina: un'asiatica al servizio dell'Annunciatore, ha ricevuto da lui i poteri della leonessa.
- Annunciatore: antagonista della tetralogia.
- Shab lo Storpio: un libico, servo leale dell'Annunciatore.
- Torvo: altro servo dell'Annunciatore.
- Ibsha: fabbricante d'armi al servizio dell'Annunciatore.
- Calvo: anziano sacerdote di Abido e maestro di Iside.
- Libanese: un grasso mercante che si allea indirettamente con l'Annunciatore.
- Khnumhotep: sindaco della provincia dell'Orice.
- Gehuty: governatore della provincia della Lepre.
- Sehotep: esperto scriba ed erede di una ricca famiglia, guardasigilli reale e supervisore di tutte le opere del Faraone, possiede un temperamento quasi febbrile, ma non è per nulla amato dai cortigiani.
- Senankh: amante del buon cibo, è invero uno specialista rigoroso delle finanze pubbliche, oltre che un leader intransigente, è diventato Ministro dell'Economia, gran tesoriere del regno a capo della Doppia Casa Bianca. Possiede una scarsa diplomazia, che lo porta a scontrarsi spesso con gli adulatori e i fannulloni.
- Nesmontu: un vecchio generale egizio, estremamente severo e autoritario, già fattosi onore sotto il regno di Amenemhet I, viene nominato capo delle forze armate. Disposto a qualunque cosa pur di difendere l'Egitto.
- Bega: componente del circolo di Abido, amareggiato per non essere stato nominato superiore dei permanenti del cerchio, si allea con Gergu.
- Medes: tesoriere e sacerdote temporaneo di Abido. Ha una moglie, affidata al dottor Gua, in quanto sembra affetta da gravi disturbi fisici e mentali. Si allea con l'Annunciatore, insieme a Gergu e a Bega, in quanto nonostante i suoi sforzi, il posto da lui agognato verrà preso da un altro sacerdote.
- Gergu: gaudente incallito e temibile esattore delle imposte al servizio di Medes, che considera la sua anima dannata. Adora bere e ama le donne, che considera oggetti dispensatori di piacere. Ha già divorziato per ben tre volte, tutte a causa della sua violenza. Inoltre, preferisce i viaggi via mare che sulla terraferma, in quanto lo mettono a disagio, ed è molto superstizioso, in quanto non viaggia mai senza una decina di amuleti.
- Sobek: chiamato il Protettore, è un poliziotto del corpo al servizio del Faraone. Verrà nominato responsabile dell'intera polizia del regno.
- Amu: un siriano alto, magro e barbuto che si fa credere il vero Annunciatore. Iker si metterà al suo servizio in quanto anche lui lo crede tale.
- Gua: un medico che ha in cura la moglie di Medes, in sovrappeso e forse malata di qualche malessere. Ritiene però che la donna soffra di un segreto troppo pesante da sopportare.
- Teshai: stregone nubiano, l'unico tra i suoi simili che accetta di aiutare l'Annunciatore nei suoi nefasti piani.
- Triah: principe di Kush, si allea con l'Annunciatore.
- Sanguigno: un molosso appartenente all'Annunciatore, che però prenderà le simpatie di Iker e si unirà a lui.

## Edizioni
- Christian Jacq, I misteri di Osiride - Il cammino di fuoco, traduzione di Valeria Fucci e Nicolina Pomilio, Mantova, Corriere della Sera, 2004,  p. 397.
- Christian Jacq, Lo scriba di Osiride - Il cammino di fuoco, traduzione di Valeria Fucci e Nicolina Pomilio, Mantova, Tre60, 24 gennaio 2019,  p. 418, ISBN 978-88-6702-540-4.
- Christian Jacq, Lo scriba di Osiride - Il cammino di fuoco, collana Super TEA, traduzione di Valeria Fucci e Nicolina Pomilio, Milano, TEA, 16 luglio 2020,  p. 420, ISBN 978-88-5025-879-6.